# 2-羟基异己酸
2-羟基异己酸（英語：2-Hydroxyisocaproic acid，缩写HICA，也称为 闪白酸）是支链氨基酸亮氨酸的代谢产物。HICA经常作为一种所谓的肌肉增强剂出售，同时也能作为杀真菌剂使用。HICA能够增加诱导性肌肉萎缩大鼠的蛋白质生物合成和肌肉质量。